# Boekjaar
Een boekjaar is de periode waarover een financieel verslag loopt. Het jaarverslag en de jaarrekening wordt opgemaakt over een boekjaar.
Het boekjaar beslaat over het algemeen 12 maanden, die gelijk kunnen lopen met het kalenderjaar (vanaf 1 januari tot en met 31 december). Een boekjaar kan echter ook een andere periode beslaan (bijvoorbeeld vanaf 1 juli tot en met 30 juni) in dat geval is er sprake van een gebroken boekjaar. Ook mag een boekjaar langer of korter dan 12 maanden zijn, met een maximum van 24 maanden min 1 dag.
Een gebroken boekjaar kan onder meer gunstig zijn als de aard van het bedrijf daarom vraagt, bijvoorbeeld bij seizoenshandel (bijvoorbeeld tuinbouw). Door het boekjaar in die sector gelijk te laten lopen met de productiecyclus kunnen kosten, opbrengsten en afschrijven per seizoen toegekend worden, en niet per kalenderjaar. Ook onderwijsinstellingen (die werken met schooljaren, bijvoorbeeld 2011-2012) kunnen zo beter inzicht krijgen in de uitgaven per boekjaar.
In het Engels wordt het boekjaar vaak fiscal year genoemd, ook als het niet speciaal gaat over belastingaspecten.

## Nederland
De Wet inkomstenbelasting 2001 bepaalt dat indien de aard van een onderneming dit rechtvaardigt, de winst mag worden bepaald over een niet met het kalenderjaar samenvallend boekjaar.
Boek 2 van het Nederlandse Burgerlijk Wetboek bepaalt dat het boekjaar van een rechtspersoon het kalenderjaar is, indien in de statuten geen ander boekjaar is aangewezen. Het veranderen van een boekjaar kan dus alleen wanneer de statuten worden aangepast.

## Verenigde Staten
Het United States federal budget voor fiscal year 2019 (FY2019) loopt van 1 oktober 2018 tot en met 30 september 2019.